# Nosferatu - vampyren
Nosferatu - vampyren (originaltitel: Nosferatu: Phantom der Nacht) er en tysk-fransk vampyr-gyser fra 1979 instrueret af Werner Herzog. Filmen er en nyindspilning af F.W. Murnaus stumfilm Nosferatu fra 1922. Det skal bemærkes, at begge film adskiller sig væsentligt fra handlingen i Bram Stokers Dracula fra 1897. 
Hovedrollen som vampyren Dracula spilles af Klaus Kinski, mens andre ledende roller spilles af Isabelle Adjani og Bruno Ganz.

## Medvirkende
- Klaus Kinski som Grev Dracula
- Isabelle Adjani som Lucy Harker
- Bruno Ganz som Jonathan Harker
- Roland Topor som Renfield
- Walter Ladengast som Dr. Abraham Van Helsing
- Dan van Husen som Warden
- Jan Groth som Havnemester
- Carsten Bodinus som Schrader
- Martje Grohmann som Mina
- Rijk de Gooyer som Town official
- Clemens Scheitz som Clerk
- John Leddy som Coachman
- Tim Beekman som Kistebærer
- Lo van Hensbergen
- Margiet van Hartingsveld